# Mueang Yasothon (huyện)
Mueang Yasothon (tiếng Thái: เมืองยโสธร) là huyện thủ phủ (Amphoe Mueang) của tỉnh Yasothon ở đông bắc Thái Lan.

## Địa lý
Các huyện giáp ranh (từ phía bắc theo chiều kim đồng hồ) là: Sai Mun, Kut Chum, Pa Tio và Kham Khuean Kaeo của tỉnh Yasothon, Phanom Phrai và Selaphum của tỉnh Roi Et.

## Hành chính
Huyện này được chia thành 18 phó huyện (tambon), các đơn vị này lại được chia ra thành 190 làng (muban). The town (thesaban mueang) Yasothon nằm trên toàn bộ tambon Nai Mueang. Có 17 Tổ chức hành chính tambon.
| 1. Nai Mueang (ในเมือง) 2. Nam Kham Yai (น้ำคำใหญ่) 3. Tat Thong (ตาดทอง) 4. Samran (สำราญ) 5. Kho Nuea (ค้อเหนือ) 6. Du Thung (ดู่ทุ่ง) 7. Doet (เดิด) 8. Khandai Yai (ขั้นไดใหญ่) 9. Thung Tae (ทุ่งแต้) 10. Sing (สิงห์) | 1. Na Samai (นาสะไมย์) 2. Khueang Kham (เขื่องคำ) 3. Nong Hin (หนองหิน) 4. Nong Khu (หนองคู) 5. Khum Ngoen (ขุมเงิน) 6. Thung Nang Ok (ทุ่งนางโอก) 7. Nong Ruea (หนองเรือ) 8. Nong Pet (หนองเป็ด) |